# 4月29日
4月29日是公历一年中的第119天（闰年第120天），离全年的结束还有246天。

## 大事记

### 20世紀以前
- 837年：中国《文献通考》客星栏记录到一颗发生在双子座的新星。
- 1429年：在百年战争期间，法国民族英雄贞德率领军队进入遭到英国军队包围的奥尔良。
- 1672年：法王路易十四入侵荷蘭。
- 1770年：英國探險家詹姆士·庫克指揮的奮進號三桅帆船抵達植物學灣，並首次登陸澳洲。
- 1882年：德国发明家维尔纳·冯·西门子在柏林市郊公开展示其发明的世界首辆无轨电车。
- 1900年：賓夕法尼亞州州旗啟用。

### 20世紀
- 1929年：蘇聯進行第一次五年计划。
- 1932年：韩国青年尹奉吉在上海用炸弹刺杀日本上海占领军总司令白川义则等人，虹口公园爆炸案发生。
- 1944年：二戰：英國特工南希·韋克空降法國奧弗涅，成為特別行動執行處與當地马基組織之間的聯絡人。
- 1945年：二戰：意大利的德軍向同盟國投降。
- 1945年：二戰：美軍攻佔納粹德國的達豪集中營，並對投降的黨衛隊成員及集中營看守進行未經審訊的處決。
- 1946年：遠東國際軍事法庭於日本東京正式開庭，起訴東條英機等28名甲級戰犯的戰爭罪罪刑。
- 1968年：備受爭議的百老匯音樂劇《毛髮》開演後，其歌曲成為反越戰運動的頌歌。
- 1975年：越戰進入尾聲階段，美軍在南越首都西貢展開名為「常風行動」的大規模直昇機撤退行動，以在北越及越共攻入西貢前疏散在越美國人和相關越南籍難民。
- 1990年：香港沙田白石船民中心有數十名越南船民逃走。
- 1992年：由于殴打罗德尼·金的警察被判无罪，美国加利福尼亚州洛杉矶爆发大规模种族暴动。
- 1997年：《禁止化學武器公約》正式生效，旨在禁止締約國發展、生產、儲存和使用化學武器。
- 1997年：中国湖南省岳阳市荣家湾站发生列车相撞事故，导致126人死亡。

### 21世紀
- 2004年：马其顿總統选举，茨爾文科夫斯基获胜。
- 2005年：中国共产党中央委员会总书记胡锦涛与中国国民党主席连战在北京进行自国共内战以来两党最高领导人的首次会谈。
- 2006年：氣旋馬拉在緬甸丹兌附近登陸，造成37人死亡。
- 2009年：澳門維基媒體協會刊憲成立。
- 2011年：英國第二號王位繼承人威廉王子與凱薩琳·密道頓在倫敦西敏寺舉行婚禮儀式。
- 2013年：赫雪爾太空望遠鏡因為致冷劑耗盡而結束任務。
- 2016年：由中资兴建的马来西亚标志塔（现106交易塔）正式动工，在吉隆坡118落成之前是马来西亚最高的摩天大楼。

## 出生
- 1137年：暲子內親王，日本平安時代至鎌倉時代的女性皇族（1211年逝世）
- 1803年：詹姆士·布鲁克，砂拉越第一位白人拉者（1868年逝世）
- 1818年：亞歷山大二世，俄羅斯帝國皇帝（1881年逝世）
- 1854年：亨利·龐加萊，法國数学家、物理学家、哲学家（1912年逝世）
- 1872年：弗雷斯·雷·莫爾頓，美國天文學家（1952年逝世）
- 1873年：法蘭西斯·哈維，英國皇家海軍陸戰隊軍官（1916年逝世）
- 1876年：佐迪圖，埃塞俄比亞女皇（1930年逝世）
- 1879年：汤玛斯·比彻姆，英国指挥家（1961年逝世）
- 1893年：哈羅德·尤里，美國物理化學家，1934年諾貝爾化學獎得主（1981年逝世）
- 1894年：安倍寬，日本政治人物（1946年逝世）
- 1894年：瑪麗埃塔·布勞，奧地利物理學家（1970年逝世）
- 1901年：昭和天皇，日本第124代天皇（1989年逝世）
- 1905年：菲利普·史密斯，美国电子工程师，史密斯圆图的发明者（1987年逝世）
- 1907年：中原中也，日本詩人（1937年逝世）
- 1917年：西莱斯特·霍姆，美國女演員（2012年逝世）
- 1921年：科內利斯·德亞赫，荷蘭天文學家（2021年逝世）
- 1922年：迪克·苏迪曼，印尼男子羽球运动员，被誉为“印尼羽球之父”（1986年逝世）
- 1923年：爾文·克許納，美國電影導演（2010年逝世）
- 1924年：安倍晉太郎，日本政治人物（1991年逝世）
- 1928年：貝拉迪·拉斯洛，匈牙利計算機科學家（2021年逝世）
- 1932年：胡金銓，台灣電影導演（1997年逝世）
- 1936年：畢思理，美國醫師、公共衛生學家（2012年逝世）
- 1936年：祖宾·梅塔，印度犹太人指挥家
- 1936年：沃爾克·施特拉森，德國數學家
- 1938年：達因·再努丁，馬來西亞政治人物、商人（2024年逝世）
- 1939年：清水勳，日本漫畫評論家（2021年逝世）
- 1940年：郭卓堅，香港維權人士
- 1941年：郎櫻，中國史詩學家
- 1944年：柳传志，中國企业家，联想集團創始人
- 1946年：亞歷山大·沃爾茲森，波蘭天文學家
- 1947年：瓦萊托阿·蘇阿勞維二世，薩摩亞政治人物，現任薩摩亞國家元首
- 1952年：高思雅，香港藝術展覽策展人、電影評論員、監製、導演
- 1952年：大衛·沃恩·艾克，英國作家、陰謀論者
- 1952年：羅恩·華盛頓，美國職業棒球運動員、教練
- 1955年：蔡惠萍，香港女配音員
- 1955年：田中裕子，日本女演員
- 1957年：，英國演員
- 1958年：，美國女演員
- 1958年：大衛·E·凱利，美國電視編劇、製作人
- 1960年：史蒂夫·布魯姆，美國男性配音員
- 1961年：立木文彥，日本男性聲優
- 1962年：柯志恩，臺灣政治人物
- 1966年：陳雅琳，台灣新闻主播、主持人、記者
- 1966年：克里斯蒂安·特茲拉夫，德國小提琴家
- 1968年：丹·艾瑞利，美國心理學行為經濟學教授
- 1970年：，美國女演員、模特兒
- 1970年：彭比得，香港演员
- 1970年：安德烈·阿加西，美国职业网球運動員
- 1974年：湯美，香港巴西籍足球運動員
- 1976年：河原木志穗，日本女性聲優
- 1977年：天谷大輔，日本獨立遊戲開發者
- 1979年：李同國，韓國足球運動員
- 1980年：竹幼婷，台灣節目主持人
- 1982年：賈玲，中國女演員
- 1984年：周永恆，香港歌手
- 1985年：榎本亜弥子，日本女演員、模特兒
- 1986年：李倸英，韓國女演員
- 1987年：江語晨，台灣演員
- 1988年：胡桓瑋，台灣演員
- 1988年：許廷鏗，香港歌手
- 1988年：高潤荷，韓國歌手
- 1995年：趙粵，中國女子偶像團體硬糖少女303、SNH48成員
- 1997年：志田千陽，日本女子羽球運動員
- 1997年：盧卡斯·圖薩爾，法國職業足球運動員
- 1998年：阿普里亞尼·拉哈育，印尼女子羽球運動員
- 1998年：瑪洛麗·史瓦森，美國職業足球運動員
- 2001年：JJ，奧地利唱作歌手
- 2005年：艾朗·安塞爾米諾，阿根廷職業足球運動員
- 2006年：，墨西哥裔美國女演員
- 2007年：蘇菲亞，西班牙公主

## 逝世
- 643年：侯君集，唐朝将领。（生年不詳）
- 1380年：聖加大利納，義大利天主教女聖人。（1347年出生）
- 1579年：迭戈·德·蘭達，西班牙方濟各會傳教士。（1524年出生）
- 1630年：泰奧多爾-阿格里帕·多比涅，法國詩人、士兵。（1552年出生）
- 1932年：何塞·費利克斯·烏里武魯，阿根廷軍人、政治人物，第22任阿根廷總統。（1868年出生）
- 1931年：恽代英，广州起义领导人之一、中国青年的领袖和导师、中國共產黨早期領導人。（1895年出生）
- 1950年：馬克南，美国外交官、间谍。（1913年出生）
- 1951年：路德维希·维特根斯坦，奥地利哲学家、逻辑学家，分析哲学的代表人物（1889年出生）
- 1956年：哈羅德·布萊德，英國電報員，鐵達尼號初級電報員。（1890年出生）
- 1962年：田邊元，日本哲學家。（1885年出生）
- 1968年：林昭，右派分子，民主人士，基督教徒，文革時被處決。（1932年出生）
- 1971年：李四光，中国地质学家（1889年出生）
- 1980年：亞佛烈德·希區考克，美国电影导演，被称为“悬念大师”（1899年出生）
- 2000年：范文同，越南政治家，曾任越南总理（1906年出生）
- 2000年：葛庭燧，中国物理学家，中国科学院院士（1913年出生）
- 2000年：古耕虞，中国企业家，被称为“猪鬃大王”（1905年出生）
- 2006年：約翰·加爾布雷斯，美國經濟學家（1908年出生）
- 2008年：艾伯特·霍夫曼，瑞士化學家（1906年出生）
- 2008年：柏楊，台灣作家、思想家、歷史家（1920年出生）
- 2012年：楊世杰，中國天文學家（1933年出生）
- 2020年：伊凡·卡漢，印度演员（1967年出生）
- 2021年：张恩华，中国足球运动员（1973年出生）
- 2022年：安德烈·西蒙諾夫，俄羅斯陸軍少將（1966年出生）

## 节假日和习俗
- 世界舞蹈日
- 日本：昭和之日（2007年前為綠之日）